# Troy Parrott
Troy Daniel Parrott (Dublin, 4 de fevereiro de 2002) é um futebolista irlandês que atua como centroavante. Atualmente, joga no AZ Alkmaar.

## Seleção Irlandesa
Em 7 de novembro de 2019, foi convocado pela primeira vez para a seleção principal, para os jogos contra Nova Zelândia e Dinamarca. Estreou em 14 de novembro de 2019, na vitória por 3–1 sobre a Nova Zelândia e fez uma assistência para o gol de Sean Maguire.

## Estatísticas
Atualizado até 19 de novembro de 2019.

### Clubes

#### Categorias de base
| Temporada                    | Clube                        | Campeonato                   | Jogos | Gols | Assist. |
| ---------------------------- | ---------------------------- | ---------------------------- | ----- | ---- | ------- |
| 2017–18                      | Tottenham                    | Premier League Sub-18        | 3     | 1    | 0       |
| 2018–19                      | Tottenham                    | Premier League Sub-18        | 9     | 14   | 3       |
| 2018–19                      | Tottenham                    | Premier League 2             | 10    | 2    | 1       |
| 2018–19                      | Tottenham                    | FA Youth Cup                 | 2     | 0    | 0       |
| 2018–19                      | Tottenham                    | EFL Trophy                   | 2     | 0    | 0       |
| 2018–19                      | Tottenham                    | Liga Jovem da UEFA           | 5     | 3    | 0       |
| 2019–20                      | Tottenham                    | Premier League 2             | 1     | 2    | 0       |
| 2019–20                      | Tottenham                    | Liga Jovem da UEFA           | 3     | 5    | 1       |
| Total nas categorias de base | Total nas categorias de base | Total nas categorias de base | 35    | 27   | 5       |

#### Profissional
| Equipe            | Temporada         | Campeonato nacional | Campeonato nacional | Copa nacional | Copa nacional | Competições continentais | Competições continentais | Total | Total |
| Equipe            | Temporada         | Jogos               | Gols                | Jogos         | Gols          | Jogos                    | Gols                     | Jogos | Gols  |
| ----------------- | ----------------- | ------------------- | ------------------- | ------------- | ------------- | ------------------------ | ------------------------ | ----- | ----- |
| Tottenham         | 2019–20           | 0                   | 0                   | 1             | 0             | 0                        | 0                        | 1     | 0     |
| Total na carreira | Total na carreira | 0                   | 0                   | 1             | 0             | 0                        | 0                        | 1     | 0     |

### Seleção Irlandesa
Expanda a caixa de informações para conferir todos os jogos deste jogador, pela sua seleção nacional.
Sub-19
|    | Data                  | Local                          | Resultado | Adversário           | Gol(s) | Competição                |
| -- | --------------------- | ------------------------------ | --------- | -------------------- | ------ | ------------------------- |
| 1. | 9 de setembro de 2018 | City Calling Stadium, Longford | 0–1       | País de Gales        | 0      | Amistoso                  |
| 2. | 10 de outubro de 2018 | City Calling Stadium, Longford | 3–1       | Bósnia e Herzegovina | 1      | Elim. Europeu Sub-19 2019 |
| 3. | 13 de outubro de 2018 | City Calling Stadium, Longford | 3–0       | Ilhas Faroé          | 3      | Elim. Europeu Sub-19 2019 |
| 4. | 16 de outubro de 2018 | City Calling Stadium, Longford | 2–1       | Países Baixos        | 0      | Elim. Europeu Sub-19 2019 |

Sub-21
|    | Data                   | Local                    | Resultado | Adversário | Gol(s) | Competição                |
| -- | ---------------------- | ------------------------ | --------- | ---------- | ------ | ------------------------- |
| 1. | 6 de setembro de 2019  | Tallaght Stadium, Dublin | 1–0       | Armênia    | 1      | Elim. Europeu Sub-21 2021 |
| 2. | 10 de setembro de 2019 | Guldfågeln Arena, Kalmar | 3–1       | Suécia     | 2      | Elim. Europeu Sub-21 2021 |
| 3. | 10 de outubro de 2019  | Tallaght Stadium, Dublin | 0–0       | Itália     | 0      | Elim. Europeu Sub-21 2021 |
| 4. | 19 de novembro de 2019 | Tallaght Stadium, Dublin | 4–1       | Suécia     | 1      | Elim. Europeu Sub-21 2021 |
| 5. | 15 de novembro de 2020 | Tallaght Stadium, Dublin | 1–2       | Islândia   | 0      | Elim. Europeu Sub-21 2021 |

Principal
|    | Data                   | Local                 | Resultado | Adversário    | Gol(s) | Assist. | Competição                           |
| -- | ---------------------- | --------------------- | --------- | ------------- | ------ | ------- | ------------------------------------ |
| 1. | 14 de novembro de 2019 | Aviva Stadium, Dublin | 3–1       | Nova Zelândia | 0      | 1       | Amistoso                             |
| 2. | 18 de novembro de 2020 | Aviva Stadium, Dublin | 0–0       | Bulgária      | 0      | 0       | Liga das Nações da UEFA B de 2020–21 |